# Wojny Bizancjum z Normanami
Wojny Bizancjum z Normanami – zbiorcza nazwa szeregu konfliktów między Normanami a Bizancjum, toczonych od około połowy XI wieku do 1185 roku, kiedy to ostatnia wielka wyprawa Normanów na terytorium Cesarstwa zakończyła się ich klęską. Mimo fiaska tej wyprawy, wynik wszystkich walk na przestrzeni ponad 150 lat był raczej korzystny dla Normanów. Udało im się zdobyć posiadłości bizantyjskie w południowej Italii, odbić Sycylię i Antiochię z rąk muzułmanów i zagrozić bałkańskim posiadłościom Cesarstwa Wschodniorzymskiego.

## Podbój południowej Italii
Normanowie zaczęli pojawiać się na terenie katepanatu Italii pod koniec X wieku, przybywając tu głównie z Normandii. Były to zbrojne drużyny, rzadziej pojedynczy rycerze. Pierwsza relacja mówiąca o rycerzach z północnej Francji walczących na tych terenach pochodzi z 999 roku i dotyczy starcia normańskich pielgrzymów z Saracenami atakującymi Salerno. Opowieści, między innymi wspomnianej grupy pielgrzymów, problemy ekonomiczne i demograficzne w księstwie Normandii a także rosnące zapotrzebowanie na najemników w wojskach bizantyjskich i longobardzkich oraz rozczłonkowanie polityczne południowej Italii były głównymi przyczynami wypraw normandzkich na te tereny. Za służbę Normanowie często wynagradzani byli nadaniami ziemskimi, stając się wasalami lokalnych książąt longobardzkich lub Bizancjum.
Wielu normańskich dowódców działało jednak także na własny rachunek. Jednym z pierwszych samodzielnych seniorów normańskich w południowej Italii stał się Rajnulf Drengot, który w 1030 otrzymał od diuka Neapolu Sergiusza Aversę i przyległe doń tereny. W 1038 roku prawa senioralne Rajnulfa potwierdził cesarz Konrad II. Jego następca Ryszard I w 1058 otrzymał tytuł księcia Kapui. Kariera Drengota i jego sukcesorów jest znakomitym przykładem ekspansji Normanów- nie była to jedna, skoordynowana i poddana jakiemuś dowództwu wielka ekspedycja, ale szereg nie powiązanych ze sobą wypraw w wyniku których coraz więcej ziem przechodziło pod kontrolę przybyszów z Normandii. Seniorzy normańscy szybko zaczęli dążyć do rozszerzania swoich wpływów i, co za tym idzie, detronizacji lub wasalizacji lokalnych, longobardzkich władców. Do połowy XI wieku starania te zostały w zasadzie zakończone sukcesem i w 1047 uznał je cesarz. Najważniejsze posiadłości normańskie leżały w Kalabrii, Apulii i Kapui.
Bizancjum i Państwo Kościelne dość szybko zorientowały się w nowej sytuacji, zwłaszcza że ludność południa Italii skarżyła się na okrutne i nastawione na eksploatację poddanych rządy Normanów, przeciwko którym często występowała. Rzym i Konstantynopol zawarły porozumienie i w 1053 roku sojusznicze armie znalazły się w pobliżu posiadłości normańskich hrabiów. Trzech z nich- Ryszard z Awersy, Humprey z Hauteville i Robert Guiscard połączyło siły i w czerwcu 1053 roku uderzyło na armię papieską w okolicach miasta Civitate, chcąc w ten sposób uniemożliwić jej marsz w stronę bizantyjskich sojuszników. Bitwa pod Civitate rozegrana 17 czerwca zakończyła się druzgocącą klęską papiestwa, na wieść o której Bizantyjczycy wycofali swoje wojska a papież zdany był na dyktat Normanów i uznał ich stan posiadania. Papiestwo zmieniło swe plany i w 1059 roku doszło do zawarcia sojuszu między niedawnymi wrogami. Bitwa pod Civitate ze względu na swoje skutki bywa porównywana do bitwy pod Hastings.
Normanowie kontynuowali wyprawy przeciwko pozostałym książętom longobardzkim i namiestnikom bizantyjskim. W 1060 roku pada Reggio, bizantyjska stolica Kalabrii, w 1071 roku pada Bari, ostatnia bizantyjska twierdza w Italii.

## Najazd na Bałkany (1081-1085)
Na fali sukcesów odniesionych w Italii, Robert Guiscard przeprawia się przez Adriatyk i w 1081 roku atakuje posiadłości bizantyjskie na Bałkanach. Moment ataku nie był przypadkowy, cesarstwo borykało się wówczas z wieloma problemami, nie potrafiło odbudować się bez podstawy swojej potęgi- Azji Mniejszej. Dochodziło również do sporów o władzę, które wprawdzie zakończyły się zdobyciem tronu przez Aleksego Komnena, ale państwo było mocno osłabione walkami wewnętrznymi. Siły Guiscarda, któremu towarzyszył syn Boemund, obległy Dyrrachium i Korfu. Później planowano ruszyć na Konstantynopol a Robertowi prawdopodobnie marzyła się korona cesarska. Po jego stronie stanęło część państw słowiańskich- Dubrownik i kilka innych miast Dalmacji a prawdopodobnie także władcy Chorwacji. Królestwo Zety opowiedziało się jednak po stronie Bizancjum.
Aleksy, wobec ogromnego niebezpieczeństwa, poczynił energiczne kroki przeciwko Normanom. Zdecydował się na rzadko spotykany krok: na potrzeby kampanii zarekwirował wiele dóbr kościelnych, ze sprzedaży których pieniądze przeznaczył na zaciągnięcie najemników. Byli to w dużej części Normanowie, tyle że pochodzący z Anglii. Rozpoczął również zakrojoną na szeroką skalę akcję dyplomatyczną obliczoną na pozyskanie sojuszników przeciwko najeźdźcom. Już w czasie oblężenia Dyrrachium po stronie Cesarstwa opowiedzieli się Wenecjanie dysponujący licznymi okrętami, co było szczególnie ważne wobec fatalnej sytuacji we flocie bizantyjskiej. Morskie zwycięstwo Wenecjan nad Normanami odblokowało wprawdzie Dyrrachium od strony Adriatyku, ale oblężenie lądowe trwało dalej. W końcu wojska Guiscarda zwyciężyły siły cesarskie i opanowały miasto. W czasie tej bitwy siły sojusznika Bizancjum – Konstantyna Bodina, króla Zety, w krytycznej chwili wycofały się, ułatwiając Normanom pokonanie sił greckich. Zwycięzcy pomaszerowali w głąb lądu i przez Epir i Macedonię dotarli do Tessali, gdzie oblegli Larisę.
Aleksy nakłonił króla niemieckiego Henryka IV, prawdopodobnie płacąc mu olbrzymią sumę w złocie, do podjęcia działań wojennych przeciwko Normanom w Italii. Tamtejsi stronnicy Cesarstwa w 1082 roku wywołali powstanie przeciwko Normanom i Rober Guiscard musiał wraz z częścią sił powrócić na Półwysep Apeniński, powierzając dowodzenie wyprawą Boemundowi. Ten wobec tężejącego oporu Bizantyjczyków musiał wycofać się z Tessali, a Wenecjanie odbili Dyrrachium. Wyprawa zakończyła się więc porażką Normanów. Robert Guiscard po rozprawieniu się z buntownikami na nowo podjął kroki wojenne przeciwko Bizancjum, ale w 1085 roku zmarł z powodu szalejącej zarazy. Po jego śmierci wybuchły kolejne rozruchy, które sprawiły, że jego następcy nie mogli na razie myśleć o podboju Bałkanów.

## Antiochia i drugi najazd na Bałkany (1096-1180)
W I wyprawie krzyżowej wzięli udział wspomniany już Boemund i jego siostrzeniec Tankred z licznymi hufcami normańskich rycerzy. Cesarstwo liczące na pomoc krzyżowców, jednocześnie obawiało się ich siły i dążenia do władzy, zwłaszcza w przypadku Normanów. Aleksy wprawdzie wymógł na Boemundzie i innych dowódcach krzyżowców złożenie hołdu i obietnicy zwrotu zdobytych ziem, ale obawiano się, iż nie dotrzymają oni słowa. Obawy te potwierdziły się ostatecznie po zdobyciu Antiochii, o którą rywalizację podjęli Rajmund z Tuluzy i Boemund. Normański książę zwyciężył i obsadził Antiochię, dając w ten sposób początek nowemu, niezależnemu państwu.
Syn Guiscarda nie krył wrogości do Bizancjum i absolutnie nie uznawał pretensji Aleksego do Antiochii. Już w 1099 roku podjął działanie zbrojne przeciwko siłom cesarskim. W 1100 roku w konflikt zaangażowali się Turcy, dla których obecność łacinników w Syrii była olbrzymim zagrożeniem. Tego samego roku Boemund wpadł w ręce daniszmendydzkiego emira, Ghaziego. Pod jego nieobecność regentem był Tankred. Nie udało mu się zapobiec zajęciu przez siły cesarskie Tarsu, Adany, Laodycei i Mamistry, a także szeregu miast aż do Trypolisu.
Boemund po wykupieniu z niewoli powrócił do Antiochii. Zdając sobie sprawę ze szczupłości własnych sił, wyruszył w 1104 roku do Europy zabiegać o pomoc przeciwko Bizancjum, które uważał za największe zagrożenie dla swego księstwa. Prawdopodobnie to właśnie jego działalność propagandowa na dworach europejskich, przyczyniła się do upowszechnienia poglądu iż Cesarstwo jest wrogie krzyżowcom, a nawet spiskuje przeciwko nim z niewiernymi.
W 1107 roku Boemund na czele silnej armii wylądował na Bałkanach i tak jak jego ojciec, obległ Dyrrachium. Pod miastem doszło do starcia z Bizantyjczykami. Polityka Aleksego I Komnena, który z jednej strony w razie konfliktów wysługiwał się cudzymi siłami, a z drugiej wygrywał przeciwko sobie potencjalnych przeciwników i jednocześnie sukcesywnie dążył do odbudowy siły militarnej cesarstw, przyniosła skutek – Normanowie zostali odparci. W 1108 pokonany Boemund uznał się wasalem cesarza i zobowiązał się do militarnej pomocy seniorowi. Antiochia stała się lennikiem cesarstwa, ale po śmierci Boemunda, która nastąpiła w 1111 roku, jego następca – Tankred – odmówił potwierdzenia układu. Aleksy podjął próbę zmontowania przeciwko niemu koalicji, ale próby te spełzły na niczym. Antiochia zeszła zresztą na dalszy plan wobec nasilających się walk z Turkami.
Następną próbę podporządkowania Antiochii podjął cesarz Jan II, który w 1137 wyprawił się do Syrii. Wcześniej zdobyto twierdze ormiańskie na terenie Cylicji, tak że droga do państwa łacinników stała otworem. Cesarz dotarł pod miasto i rozpoczął oblężenie. Rządzący wówczas księstwem Rajmund z Poitiers, zięć Boemunda II, poddał się i uznał za lennika Jana. Jednak w 1142 roku, podburzony przez duchowieństwo, wypowiedział stosunek lenny. Cesarz, od dłuższego czasu noszący się z planem podporządkowania sobie wszystkich państw łacińskich, rozpoczął przygotowania do wyprawy. W 1143 roku w wyniku nieszczęśliwego wypadku lub zamachu zmarł jednak na polowaniu.
Książę Antiochii został ponownie poskromiony w 1158 roku przez Manuela I Komnena i musiał uznać się lennikiem cesarskim. Zobowiązał się przy tym do dostarczania posiłków wojskowych. Cesarz zachowywał również prawo do mianowania patriarchy Antiochii. Zwierzchność nad księstwem trwała do 1180 roku, w którym to zmarł Manuel. Najeżdżani przez Nur ad-Dina, a następnie przez Saladyna łacinnicy w Antiochii, przestali być w zasadzie zagrożeniem dla Cesarstwa. Bizantyjczycy, po klęsce pod Myriokefalon w 1176 roku, również nie mieli sił, aby egzekwować pretensje cesarskie do zwierzchności nad Antiochią.

## Trzeci najazd na Bałkany (1147-1149)
Nieprzyjazne stosunki między Normanami italskimi a Bizancjum nie uległy zmianie po śmierci Roberta Guiscarda. Po opanowaniu zamętu na południu półwyspu Apenińskiego Roger II zjednoczył pod swoim berłem księstwo Apulii i Sycylię i w 1130 roku koronował się na króla. Wzrost jego potęgi zagrażał nie tylko Bizancjum, ale także Niemcom. Cesarz Jan II wyzyskał wspólnotę interesów i zawarł sojusz z Lotarem a po jego śmierci odnowił przymierze z Konradem III. W 1136 roku potwierdził przywileje Pizańczyków, których dzięki temu udało mu się pozyskać dla sojuszu antynormańskiego. Te posunięcia dyplomatyczne zapewniły Bizancjum chwilowy spokój ze strony Rogera.
Po objęciu władzy cesarz Manuel I Komnen nawiązał współpracę wymierzoną w Rogera II z Konradem III. Niestety, jego udział w II wyprawie krzyżowej pozbawił go sojusznika na zachodzie. Dodatkowo zamieszanie jakie wywołała w Bizancjum nowa krucjata, pozwoliło Normanom przejąć inicjatywę. W 1147 roku Roger wyprawił się na Bałkany i zajął Korfu oraz spustoszył Korynt i Teby, najbogatsze wówczas miasta Grecji a do tego ośrodki produkcji jedwabniczej, źródła ogromnych zysków cesarskich. Roger zresztą przesiedlił specjalistów od jedwabników do Palermo, gdzie zaczęli oni wytwarzać jedwab dla Normanów. Konrad III, wracając z nieudanej krucjaty zobowiązał się do wyprawy przeciwko Rogerowi a Wenecjanie ponownie stanęli za Bizancjum i pomogli w odzyskaniu Korfu w 1149 roku.
Plan wspólnej kampanii Konrada i Manuela nie udał się dzięki ożywionej działalności dyplomatycznej króla Normanów. Poparł on i wspomógł Gwelfów, co związało siły niemieckie. Wspomagał także akcje Serbów i Węgrów przeciwko Bizancjum, co w zasadzie uniemożliwiało cesarstwu reagowanie na jego posunięcia. Pozyskał sobie również króla Francji Ludwika VII i papiestwo.

## Inwazja bizantyjska (1155-1158)
Konradowi udało się w końcu zmusić Gwelfów do uległości i zaczął przygotowywać się do planowanej od dawna wyprawy przeciwko Normanom. Zmarł jednak w 1152 roku a jego następca, Fryderyk I Barbarossa nie porozumiał się z Manuelem, którego planowane działa na terenie Italii godziły w ideę uniwersalistycznego Cesarstwa Europejskiego do którego dążył. Dotychczasowa współpraca zamieniła się w rywalizację, Fryderyk uważał Manuela tylko za króla Greków, siebie zaś za jedynego spadkobiercę tradycji antycznego Cesarstwa Rzymskiego.
Mimo to Manuelowi udało się wzmocnić pozycję Bizancjum na Bałkanach i zawrzeć pokój z Węgrami. Dodatkowo w 1154 roku zmarł Roger II a jego miejsce zajął Wilhelm I Zły, przeciwko któremu zbuntowała się część dotychczasowych poddanych. Był to więc dogodny moment dla rozpoczęcia inwazji. W 1155 roku Manuel wysłał armię na czele z Janem Dukasem i Michałem Paleologiem. Wojska wylądowały w Ankonie skąd rozpoczęły podbój posiadłości Wilhelma, korzystając z pomocy rebeliantów. Szczupłe siły bizantyjskie dość szybko opanowały tereny od Tarentu do Ankony czyniąc tym samym Manuela Komnena panem południowej Italii.
Na dworze bizantyjskim odżyły nadzieje na utworzenie uniwersalistycznego cesarstwa, obejmującego cały chrześcijański świat. Sukces przeraził jednak kraje europejskie i zawiązały one koalicję przeciwko Bizancjum, do której dołączyła nawet Wenecja, dotychczasowy sojusznik. Tymczasem Wilhelm podjął kontrofensywę i w 1156 roku rozbił wojska bizantyjskie pod Brundizjum i w krótkim czasie odzyskał utracone tereny. Manuel, rozumiejąc iż nie jest w stanie podjąć żadnej rokującej sukces akcji, dzięki mediacji papieskiej, w 1158 roku zawarł pokój z Normanami.

## Czwarty najazd na Bałkany (1184-1185)
Postępujący rozkład Bizancjum nie zatrzymał się za panowania Andronika Komnena, mimo prób reform podejmowanych przez tego władcę. W kraju dochodziło do buntów i uzurpacji takich jak na przykład zajęcie Cypru przez Izaaka Komnena. Wrogie działania Serbów i Węgrów znacznie osłabiły cesarstwo. Sytuacja wydawała się wręcz wymarzona dla Normanów, chcących ponownie najechać Bałkany.
Ostatnia normańska inwazja ruszyła i w 1185 roku zaatakowali oni Dyrrahium, które szybko zdobyli. Zwycięzcy skierowali się następnie w stronę Salonik a ich flota zajęła wyspy Korfu, Zakintos i Kefalinię. 6 sierpnia siły lądowe a 15 flota znalazły się pod Salonikami rozpoczynając oblężenie. Dowódca miasta Dawid Komnen wykazywał się wyjątkową nieudolnością, także już 24 sierpnia, drugie co do wielkości miasto Bizancjum znalazło się w rękach Normanów, którzy bezlitośnie rozprawili się z jego mieszkańcami. Część wojsk pomaszerowała w kierunku Seres a główne siły ruszyły pod Konstantynopol. Na wieść o zbliżającym się wrogu 12 września doszło do buntu ludności stolicy. Andronik został zamordowany a władzę objął Izaak II Angelos.
Na szczęście dla nowego władcy zagrożenie Normańskie zmalało. Normanowie byli zdemoralizowani grabieżami i brakiem dyscypliny a przekonanie o swojej niezwyciężoności prowadziło do lekceważenia przeciwnika. Dodatkowo w wojsku zaczęła się szerzyć zaraza. Zdolny bizantyjski wódz Aleksy Branas pobił ich pod Mozynopolem a 7 listopada pod Dymitryką. Normanowie wycofali się z Dyrrahium, Salonik i Korfu, ale Kefalenia i Zakintos pozostały w ich rękach. Wejdą później w skład hrabstwa Kefalenii.

## Następstwa
Wyprawa z 1185 roku była ostatnim dużym atakiem Normanów italskich na Bizancjum. Osłabieni w wyniku klęski musieli stawić czoło nowym zagrożeniom. Rozpadające się Bizancjum, pozbawione sojuszników i zagrożone z wielu stron, również nie miało sił, aby kontynuować walki przeciwko Normanom, zwłaszcza że w 1194 roku władzę na południu Italii przejęli Hohenstaufowie. Mimo iż Bizancjum wyszło zwycięsko z tych zmagań, to mocno przyczyniły się one do osłabienia cesarstwa. Wzrosła także potęga niedawnego wasala Bizancjum – Wenecji. Dodatkowo, w wyniku działalności normańskiej, na zachodzie upowszechnił się bardzo negatywny wizerunek Greków, których przedstawiano jako samolubnych i egoistycznych, gotowych sprzymierzyć się z niewiernymi dla osiągnięcia swoich celów. Zaowocowało to w niedalekiej przyszłości dalszymi atakami łacinników na kraj rządzony przez Angelosów. W 1204 roku krzyżowcy zajęli i złupili Konstantynopol, ustanawiając tak zwane Cesarstwo Łacińskie.